# Conus alexandrei
Conus alexandrei é uma espécie de caracol marinho, um molusco gastrópode marinho na família Conidae. O tamanho da concha varia entre 30 mm e 46 mm. Esta espécie marinha pode ser encontrada nas Filipinas, Fiji e Vanuatu.